# Rugby Calvisano 2011-2012

## Eccellenza 2011-12

### Stagione regolare
| Incontro                  | Andata | Ritorno |
| ------------------------- | ------ | ------- |
| Petrarca — Calvisano      | 21-16  | 9-16    |
| Calvisano — Reggio Emilia | 50-13  | 37-7    |
| Mogliano — Calvisano      | 8-30   | 18-26   |
| Calvisano — San Gregorio  | 36-3   | 19-8    |
| S.S. Lazio — Calvisano    | 7-10   | 11-30   |
| Calvisano — Rovigo        | 14-20  | 3-44    |
| Calvisano — Crociati      | 19-10  | 18-14   |
| I Cavalieri — Calvisano   | 20-20  | 17-18   |
| Calvisano — L’Aquila      | 30-12  | 43-17   |

#### Risultati della stagione regolare
| Posizione | G  | V  | N | P | PF  | PS  | DP   | B | Pt |
| --------- | -- | -- | - | - | --- | --- | ---- | - | -- |
| 1ª        | 18 | 14 | 1 | 3 | 435 | 259 | +176 | 7 | 65 |

### Fase finale
| Turno | Incontro                | Andata | Ritorno |
| ----- | ----------------------- | ------ | ------- |
| SF    | Rovigo — Calvisano      | 14-8   | 9-16    |
| F     | I Cavalieri — Calvisano | 22-27  | 14-16   |

## Trofeo Eccellenza 2011-12

### Prima fase
| Incontro                  | Andata | Ritorno |
| ------------------------- | ------ | ------- |
| Calvisano — Mogliano      | 27-17  | 25-19   |
| Reggio Emilia — Calvisano | 15-10  | 16-36   |

#### Risultati della prima fase
| Posizione | G | V | N | P | PF | PS | DP  | B | Pt |
| --------- | - | - | - | - | -- | -- | --- | - | -- |
| 1ª        | 4 | 3 | 0 | 1 | 98 | 67 | +31 | 2 | 14 |

### Fase finale
| Turno | Incontro               | Risultato |
| ----- | ---------------------- | --------- |
| F     | Calvisano — S.S. Lazio | 30-23     |

## Verdetti
- Calvisano campione d'Italia 2011-12.
- Calvisano vincitore del Trofeo Eccellenza 2011-12.
- Calvisano qualificato alla European Challenge Cup 2012-13.